# Canottaggio ai III Giochi olimpici giovanili estivi
Le gare di canottaggio ai III Giochi olimpici giovanili estivi si sono svolte dal 7 al 10 ottobre 2018 al Puerto Madero di Buenos Aires. Sono state assegnate medaglie nel singolo e nel doppio sia maschile che femminile.

## Podi
| Evento    | Oro                                         | Perform. | Argento                                           | Perform. | Bronzo                                   | Perform. |
| Maschili  |                                             |          |                                                   |          |                                          |          |
| Singolo   | Ivan Tyshchenko                             | 1'32"47  | Ivan Brynza                                       | 1'32"84  | Cormac Kennedy-Leverett                  | 1'33"84  |
| Doppio    | Italia Alberto Zamariola Nicolas Castelnovo | 1'30"40  | Romania Florin Arteni-Fintinariu Alexandru Danciu | 1'30"65  | Argentina Felipe Modarelli Tomás Herrera | 1'30"97  |
| Femminili |                                             |          |                                                   |          |                                          |          |
| Singolo   | Sol Ordás                                   | 1'43"81  | Elin Lindroth                                     | 1'44"31  | Greta Jaanson                            | 1'46"13  |
| Doppio    | Grecia Maria Kyridou Christina Bourmpou     | 1'39"99  | Rep. Ceca Anna Santruckova Eliska Podrazilova     | 1'40"09  | Romania Tabita Maftei Alina Baletchi     | 1'40"29  |

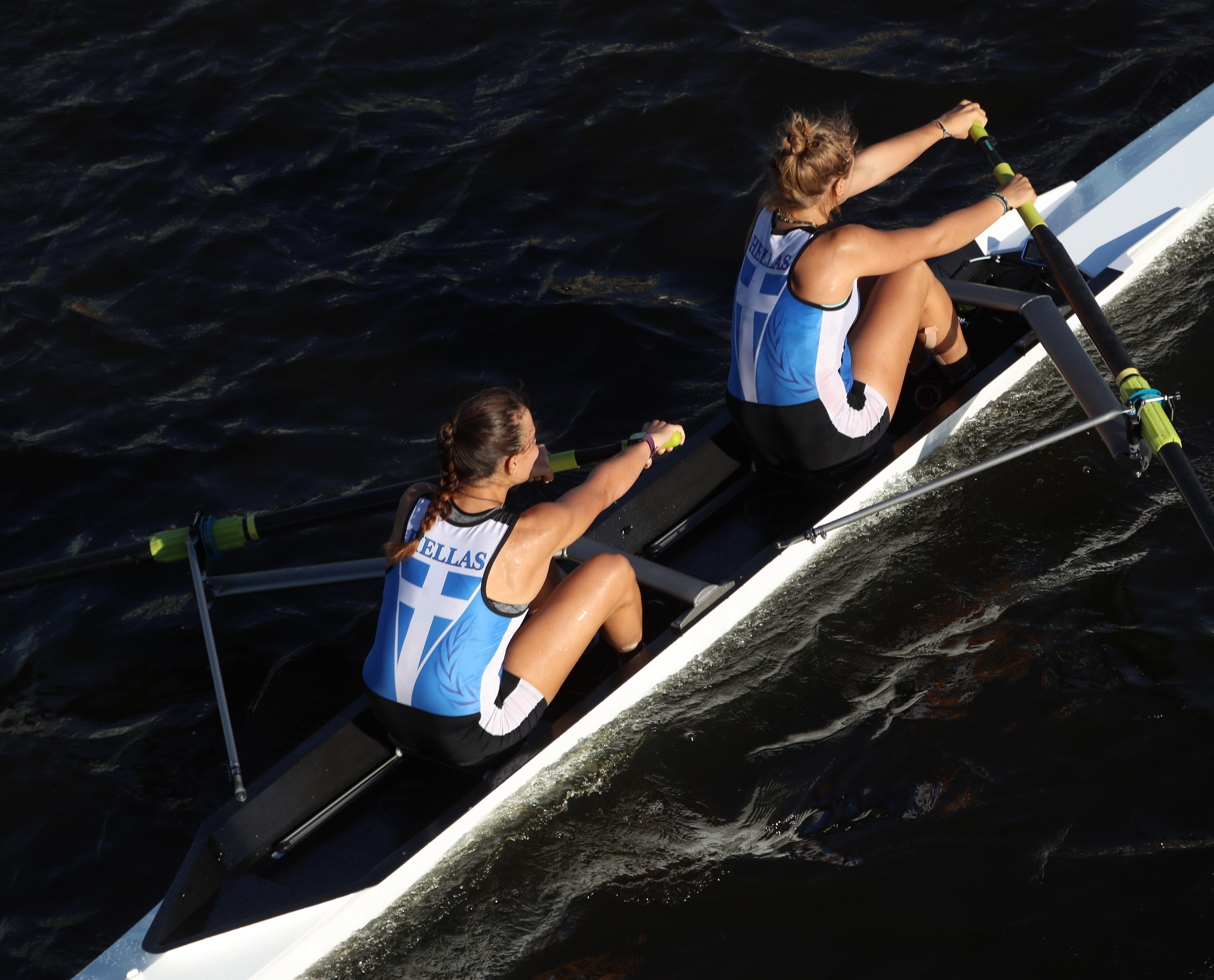
Maria Kyridou, Christina Bourbou
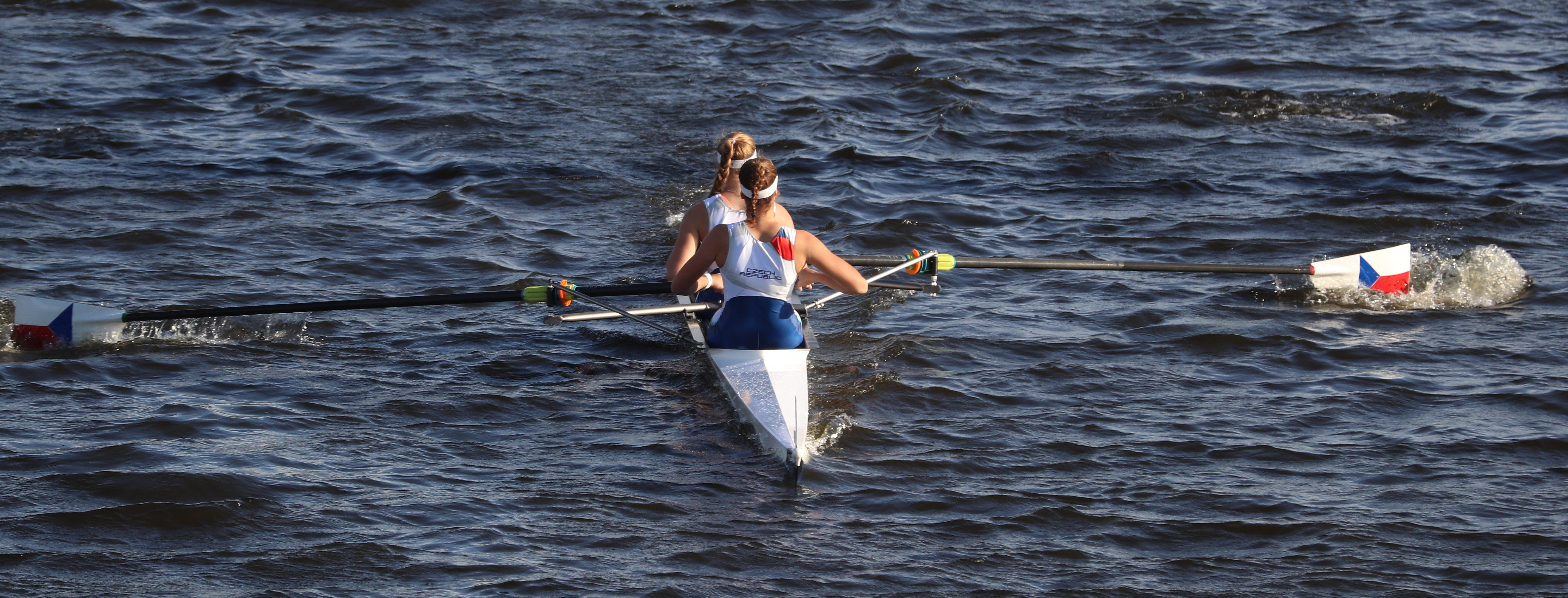
Anna Šantrůčková, Eliška Podrazilová
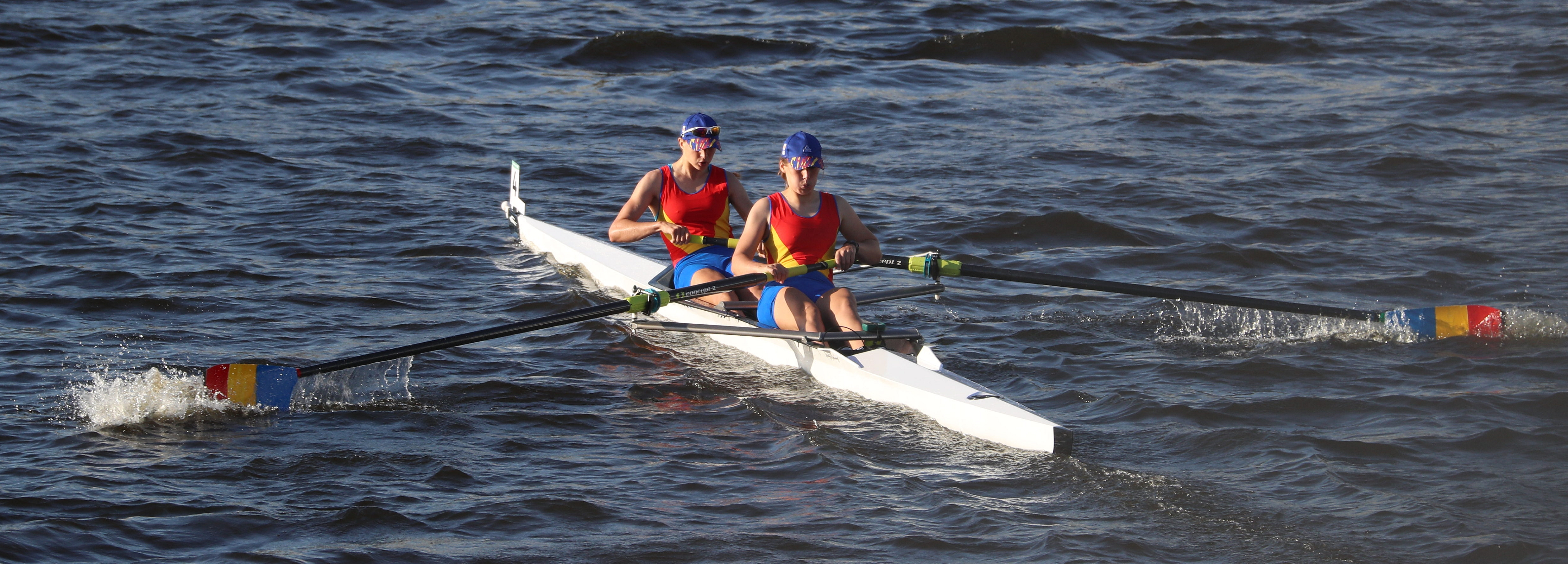
Tabita Maftei, Alina Maria Baletchi

- Wikimedia Commons contiene immagini o altri file su Canottaggio ai III Giochi olimpici giovanili estivi